# Rhinolophus proconsulis
Rhinolophus proconsulis är en fladdermus i familjen hästskonäsor som förekommer på Borneo. Populationen listades fram till 2013 som underart till Rhinolophus arcuatus.
Vuxna exemplar har 46 till 48 mm långa underarmar. Arten liknar i storleken och utseende Rhinolophus arcuatus. Pälsen på ovansidan har en mörkbrun färg med gråa nyanser och undersidan är ljusbrun med grå skimmer. Som hos andra hästskonäsor har hudflikarna på nosen en hästskoformad grundform och ett utskott som liknar ett spjut. Typiska är tre veck i nedre läppen. Rhinolophus proconsulis skiljer sig i avvikande detaljer av kraniet och tänderna från nära besläktade arter.
Arten registrerades endast i några få kalkstensgrottor i delstaten Sarawak, Malaysia samt i den indonesiska regionen Kalimantan. Den jagar insekter i skogarnas täta undervegetation.
Beståndet påverkas negativ av störningar vid viloplatsen. Även framtida skogsröjningar kan vara ett hot. IUCN listar arten som starkt hotad (EN).